# Pánico de Floridablanca

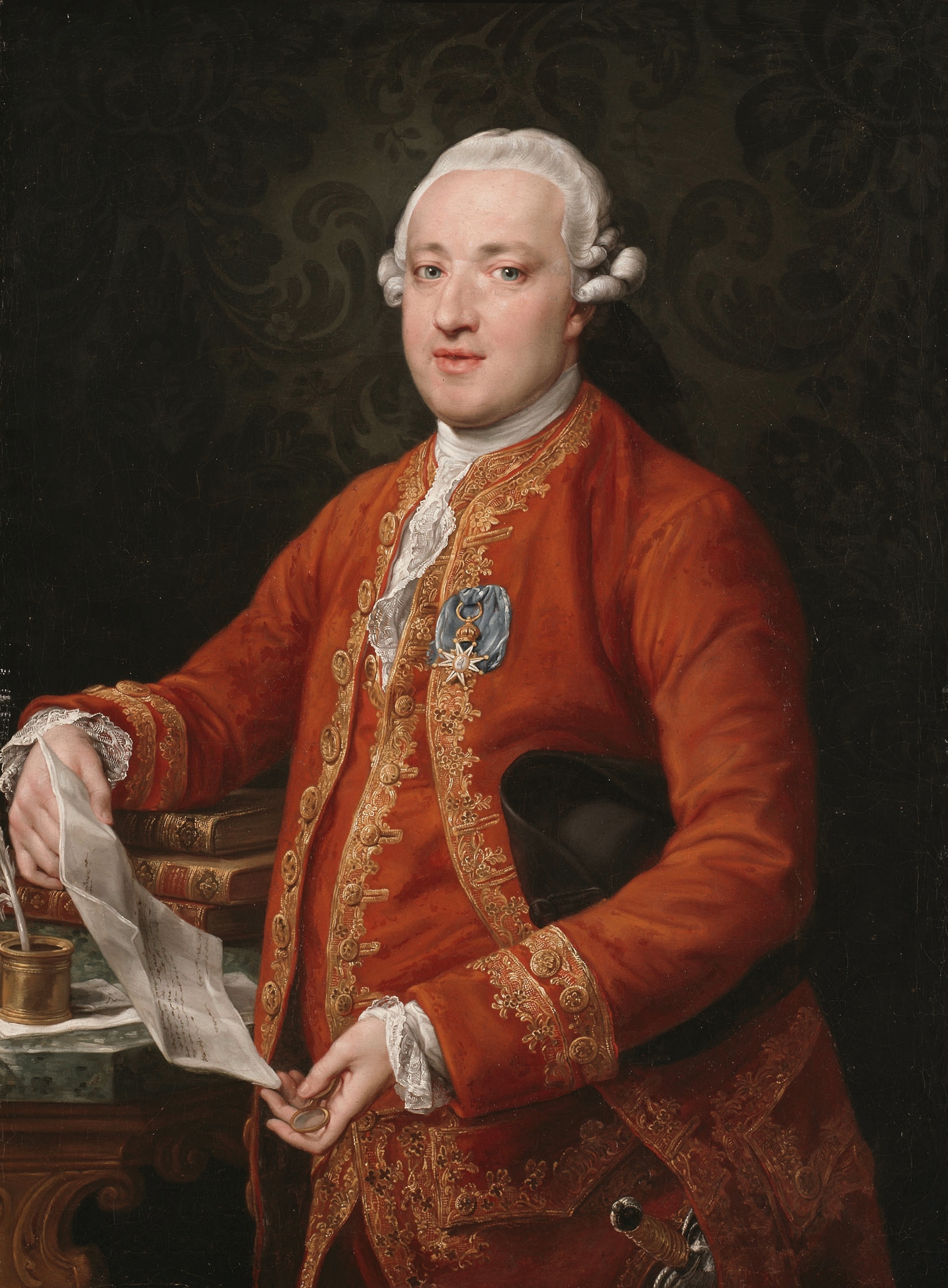
Retrato del conde de Floridablanca por Pompeo Batoni.

La expresión «pánico de Floridablanca» fue acuñada por el hispanista Richard Herr para referirse al impacto que tuvo en la corte de Carlos IV de España la noticia del triunfo de la Revolución francesa el 14 de julio de 1789, y que se tradujo en una serie de medidas represivas decididas por José Moñino, conde de Floridablanca, como primer Secretario de Estado y del Despacho y con el acuerdo del rey, para evitar el «contagio revolucionario» y que incluyeron la clausura precipitada de las Cortes de Madrid de 1789 —que acaban de jurar al príncipe Fernando como heredero al trono y de aprobar la Pragmática Sanción de 1789— por temor a que pudieran convertirse en una nueva Asamblea Nacional Constituyente como la que se había hecho con el poder en la Monarquía de Francia, poniendo fin al absolutismo de Luis XVI, de la Casa de Borbón como Carlos IV y al Antiguo Régimen. 

## La medidas del Floridablanca para evitar el «contagio revolucionario»
La corte de Madrid tuvo conocimiento de lo que había ocurrido en Francia a través de un informe que remitió en el verano de 1789 el conde de Fernán-Núñez, embajador de Carlos IV ante la corte de Versalles. Fernán Núñez envió también informaciones reiteradas sobre el envío a España por los clubes revolucionarios de supuestos agentes subversivos «predicadores de su doctrina de la libertad» y de propaganda sediciosa, lo que coincidió con el decomiso en Cádiz y en Navarra de copias de la Declaración de Derechos del Hombre y del Ciudadano aprobada el 26 de agosto de 1789 por la Asamblea Nacional Constituyente. Como ha señalado Enrique Giménez, «los medios utilizados para introducir los escritos revolucionarios eran variopintos: hojas de periódicos usadas como envoltorios; libros encuadernados con cubiertas de tipo religiosos; e incluso, abanicos estampados con dibujos que representaban la toma de la Bastilla, con poemas elogiando la libertad religiosa, o con el texto de los derechos del hombre, pues los propagandistas revolucionarios le habían dado una extensión, no superior a las 300 palabras, que facilitaba su difusión».

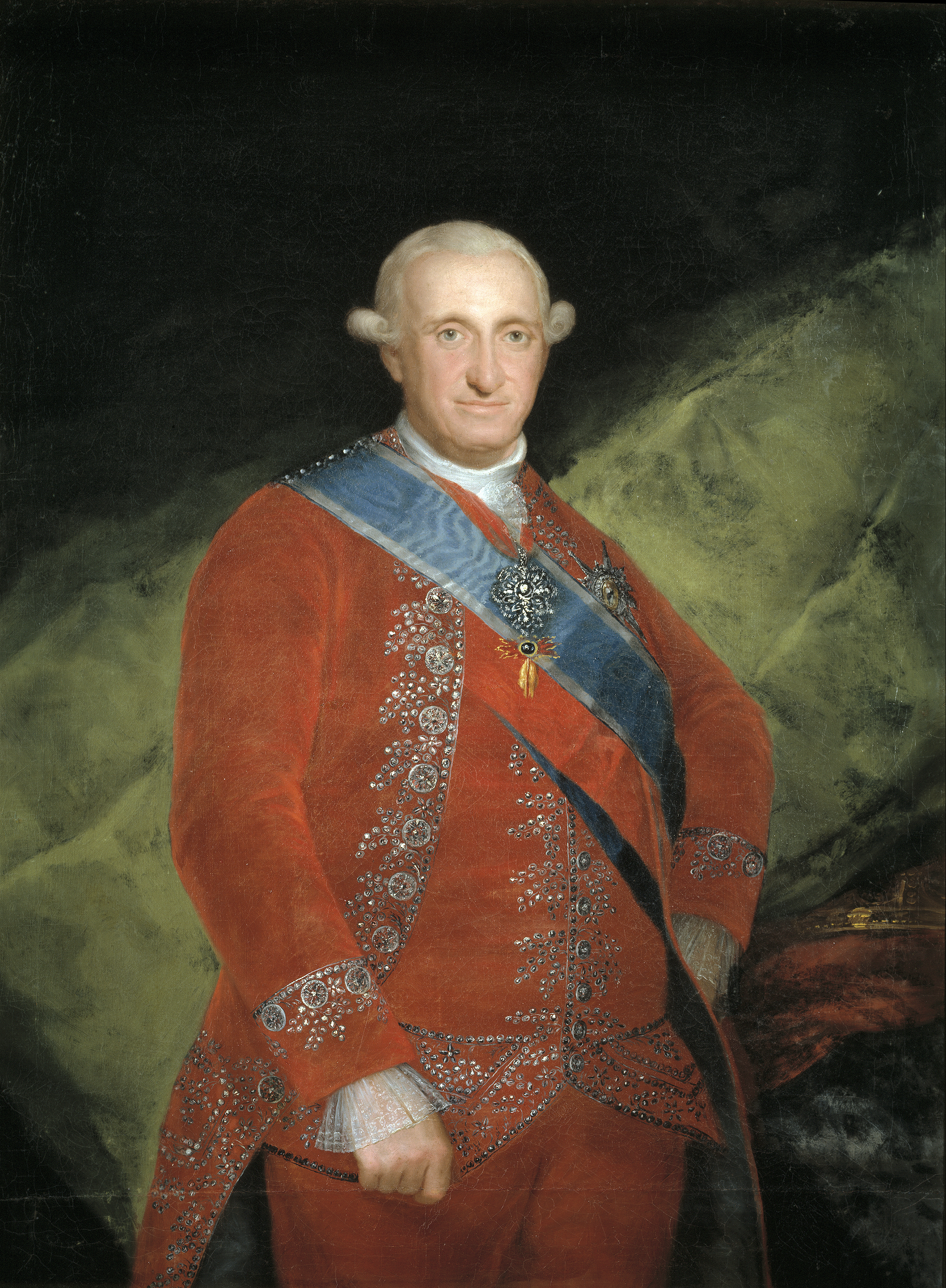
Retrato de Carlos IV por Francisco de Goya (1789).

Las medidas represivas que tomó José Moñino, conde de Floridablanca, como primer Secretario de Estado y del Despacho, en cuanto tuvo conocimiento del estallido de la Revolución Francesa en julio de 1789, respondieron al miedo a que en España pudiera ocurrir lo mismo, lo que no era un «pánico» injustificado, porque habían estallado motines de subsistencias a principios de 1789 por la carestía y el alto precio del pan —como los «rebomboris del pa», 'revueltas del pan', de Cataluña— y porque en aquel momento la Monarquía carecía de un dispositivo de seguridad y orden público que pudiera contrarrestar las posibles algaradas revolucionarias. El propio Floridablanca fue víctima de un intento de asesinato el 18 de junio de 1790 por un francés residente en España del que no pudo probarse, ni confesó, su vinculación con los clubes revolucionarios franceses —fue ahorcado en la Plaza de la Cebada de Madrid, el 18 de agosto—. Al año siguiente, los trabajadores en paro del gremio de la seda de Valencia amenazaban en un escrito, si no se les daba trabajo y pan, con amotinarse «y hacer lo mismo que en Francia».
Floridablanca tomó una serie de medidas para evitar el «contagio revolucionario», impidiendo que se conociera lo que estaba sucediendo en Francia y poniendo todo tipo de trabas a la propagación de las «ideas perniciosas» de los revolucionarios franceses. Una de las primeras medidas fue la orden de, según sus propias palabras, «formar un cordón de tropas en toda la frontera de mar a mar al modo que se hace cuando hay peste para que no se nos comunique el contagio» —una medida que no era completamente nueva pues Floridablanca en los años finales del reinado de Carlos III ya había intensificado el control en las fronteras y en las aduanas de los escritos de los «filósofos» y se había fortalecido la censura y reactivado los tribunales de la Inquisición—. Asimismo, cerró precipitadamente las Cortes de Madrid de 1789, que desde el 19 de septiembre estaban reunidas para jurar al heredero al trono, debido a los últimas acontecimientos de Francia, pues el 6 de octubre se había producido el asalto al palacio de Versalles por los «patriotas» parisinos y Luis XVI se había visto obligado a trasladarse a París junto a la Asamblea Nacional Constituyente, que desde el 14 de julio, tras la toma de la Bastilla, se había convertido en el nuevo poder soberano de Francia.
Además, Floridablanca tomó otra serie de medidas:
- Suspender todos los periódicos, excepto los oficiales (como la Gaceta de Madrid), los cuales tenían prohibido mencionar los acontecimientos franceses, ni podían publicar ningún comentario, ni tan siquiera favorable a la causa del absolutismo.[5]
- Reforzar el control ideológico de la Inquisición, retornando a su primitiva función de aparato represivo al servicio de la Monarquía. Así, el Santo Oficio recibió la orden de que requisara todos aquellos papeles impresos o manuscritos que cuestionaran o criticaran a la Monarquía o al Papado. El comisario de la Inquisición en San Sebastián informó de que «los impresos y manuscritos que corren aquí desde el mes de julio son los correspondientes a los sucesos presentes de las revoluciones de Francia y su Asamblea General. [...] Se ve inundada la ciudad de esta especie de papeles» El 13 de diciembre de 1789, la Inquisición hacía público un edicto en el que conminaba a la entrega de cualquier impreso, fuera libro u hoja suelta, que tuvieran como finalidad[1]

fundar, si les fuera posible, sobre las ruinas de la Religión y Monarquías aquella soñada libertad, que malamente suponen concedida a todos los hombres por naturaleza, la que, dicen temerariamente, hizo a todos los hombres iguales o independientes unos de otros

- Encarcelar o desterrar a todo sospechoso de difundir las nuevas ideas, como le sucedió al catedrático de la Universidad de Salamanca Ramón Salas, que fue procesado por ser el presunto autor de «varios papeles anónimos manuscritos, muy perjudiciales a la religión y al Estado» —en Salamanca había circulado un manuscrito sin firma titulado Exhortación al pueblo español para que deponiendo la cobardía se anime a cobrar sus derechos— y fue condenado a cuatro años de destierro, el primero de los cuales lo pasó en un convento.[1]
- Crear en 1791 la llamada Comisión Reservada para perseguir a aquellas personas que defendieran las «ideas revolucionarias». Los miembros de la Comisión debían introducirse en las tertulias de personajes influyentes e informar de los temas de conversación y de quiénes intervenían «para observar, y oír si o no hablan contra los Reyes de España, sus ministros, el Excmo. Sr. Gobernador del Consejo [de Castilla], del Gobierno, contra los tribunales, si o no se hace justicia contra otros Reyes de la Europa, sus ministros o gobiernos, si son buenos o malos..».[6]
- Confeccionar un censo de extranjeros para controlar sus movimientos, especialmente de los franceses. Así una Real Orden de 12 de julio de 1791 ordenó a los alcaldes de barrio de Madrid y a los corregidores del resto de España «la formación de matrículas de extranjeros residentes en estos Reinos con distinción de transeúntes o domiciliados», y sólo se permitiría la estancia en España a aquellos avecindados católicos que jurasen fidelidad a la religión y al rey.[6]
- Ordenar a los corregidores que retiraran toda la propaganda que estimaran subversiva.[3]

Los acontecimientos franceses también obligaron a la Monarquía española a dejar en suspenso los "pactos de familia" con la Monarquía de Francia —así llamados al ser los Borbones la casa reinante en ambas monarquías—. La detención de Luis XVI en Varennes, tras su intento de fuga de París, en junio de 1791, inclinaron a Floridablanca a intervenir en defensa del rey francés y al envío de una nota diplomática a la Asamblea Nacional francesa en la que exhortaba a los franceses a respetar «la dignidad eminente de su persona sagrada [Luis XVI], su libertad, sus inmunidades y las de la familia real». La nota fue considerada como una injerencia inadmisible en los asuntos internos de Francia y empeoró las relaciones entre los dos estados —un diputado de la Asamblea afirmó que «las potencias de Europa sabrán que moriremos, si es necesario; pero que no permitiremos que intervengan en nuestros asuntos»—. Poco después Floridablanca se negó a aceptar la Constitución francesa de 1791, «por ser contraria a la Soberanía», ni a reconocer el juramento que de ella hizo Luis XVI el 14 de septiembre de 1791.

### La valoración de Floridablanca de lo ocurrido en Francia
En un informe titulado Exposición que el señor Floridablanca hizo y leyó a S, M, en el Consejo, dando una idea sucinta del Estado de la Francia, de la Europa y de la España, con fecha 19 de febrero de 1792, el primer secretario valoraba así lo que había sucedido en Francia tras el triunfo de la Revolución:

El Estado de la Francia es el de haber reducido al Rey al de un simple ciudadano (...) A aquel rey le han dado el nombre de primer funcionario, que es decir, el primer empleado en el servicio de la Nación, y le han quitado o suprimido el título de Rey de Francia, llamándole Rey de los franceses, como para dar a entender... que no es más que el primero de los mismos franceses, para emplear y trabajar en lo que ellos le manden, confiriéndole para esto únicamente el poder ejecutivo, y aun así sujeto a dar cuenta y ser responsable de su uso a toda la nación.

Con la destrucción de la jerarquía eclesiástica han combinado los franceses la jerarquía secular, extinguiendo la nobleza, los blasones y armas, los títulos y todas las distinciones de honor.

Como todos estos desórdenes se han fundado sobre principios lisonjeros para la multitud de los pueblos, han ganado los sediciosos el ánimo de ellos y son capaces de ganar el de todas las naciones.

Aquellos principios se reducen a que todos los hombres son iguales, y que así el más infeliz artesano o jornalero es igual al propio Rey. Que puede aspirar a los primeros empleos y a ser elegido miembro de la que llaman Asamblea legislativa, en la que podrá dictar leyes y decretos a su mismo soberano y a toda la nación y finalmente, que tendrá una absoluta libertad de hablar, escribir y obrar como le parezca.

De estos mismos principios ha dimanado gravar con todas las cargas y contribuciones a los propietarios.

En Francia se acabó todo.

## La destitución de Floridablanca a principios de 1792
Cuatro meses después, en febrero de 1792, Carlos IV destituía al conde de Floridablanca y nombraba en su lugar al conde de Aranda, partidario de llevar adelante una política menos inflexible con la nueva «Monarquía Constitucional» francesa. Sin embargo, Aranda acabó desbordado por la radicalización de la revolución francesa (Luis XVI había sido destituido y detenido en agosto de 1792 y se había proclamada la República al mes siguiente) y solo estuvo en el poder ocho meses, ya que en contra de la opinión del rey seguía sin ser partidario de intervenir del lado de las potencias absolutistas, dada la falta de preparación del ejército español. En noviembre de 1792 Carlos IV decidió sustituirlo por Manuel Godoy, un joven oficial de la guardia personal de los reyes (Guardia de Corps), que se había ganado su confianza por la lealtad que les profesaba.